# Evet, ich will!
Evet, ich will! (türkisch evet ‚ja‘) ist eine deutsche Filmkomödie von Sinan Akkuş aus dem Jahr 2008. Die Uraufführung fand am 15. November 2008 im Rahmen des Kinofestes Lünen statt. Der Kinostart erfolgte in Deutschland am 1. Oktober 2009. Der Film wurde von der Filmbewertungsstelle Wiesbaden mit dem Prädikat „besonders wertvoll“ ausgezeichnet.

## Inhalt
Der Film zeigt den Weg vier unterschiedlicher Berliner Paare zueinander. Gemeinsam sind hierbei allen ihre „erschwerten kulturell-familiären Umstände“ (Pressetext): der türkischstämmige Emrah liebt den Deutschen Tim, der sunnitische Kurde Coşkun liebt die türkische Alevitin Günay, Dirk liebt gegen den Willen seiner Eltern die Türkin Özlem. Salih liebt noch niemanden, sollte sich aber möglichst rasch in eine deutsche Staatsbürgerin verlieben (und sie heiraten), wenn er in Deutschland bleiben will.
Die zahlreichen Turbulenzen zwischen den Liebenden auf dem Weg ins Eheglück kann das vor Jahrzehnten aus der Türkei eingewanderte Besitzerehepaar eines Brautmodengeschäfts nur belächeln: sie sind vor knapp 60 Jahren noch von ihren Eltern füreinander ausgesucht und verheiratet worden.

## Struktur
Die Fäden des Episodenfilms hält der Ausverkauf in einem Brautgeschäft eines sich zur Ruhe setzenden türkischen Einwandererehepaars zusammen.

## Auszeichnungen
Der Film wurde im November 2008 mit dem Publikumspreis des Kinofest Lünen, der Lüdia, ausgezeichnet. Diese ist mit 10.000 € dotiert. Weiterhin erhielt er auf dem gleichen Festival den Berndt-Media-Preis für den besten Filmtitel.
Bei dem Festival „Berlin & Beyond“ in San Francisco gewann Evet, ich will! 2009 den Publikumspreis.
Im Juli erfolgte die Auszeichnung mit dem BW-Prädikat. In der Begründung der Jury hieß es u. a.: „Sehr amüsant, teilweise stark ironisierend und mit deftiger Situationskomik angereichert, wurden die einzelnen Episoden mit präziser Montage geschickt miteinander verbunden. Das Erzähltempo ist beachtlich […].“
Anfang 2010 wurde der Film für den Preis der deutschen Filmkritik für das beste Spielfilmdebüt nominiert.

## Hintergrund
Bei Evet, ich will! handelt es sich um den ersten abendfüllenden Spielfilm des Regisseurs Sinan Akkuş. Produziert wurde er von Luna-Film, Rundfunk Berlin-Brandenburg, arte und Backup Media. Gefördert wurde er u. a. vom Medienboard Berlin-Brandenburg, Maxximum Film Und Kunst und aus den Deutschen Filmförderfonds.
Die Dreharbeiten zu dem Film wurden bereits im Jahr 2007 abgeschlossen.

## Rezensionen
Bernd Buder vom filmdienst sah mit Evet, ich will! das „junge Genre der deutsch-türkischen Ethno-Komödie mit ein wenig Lubitsch-Touch (geadelt)“. Er sieht zudem „ein ambitioniertes episodisches Konzept, das Akkuş mit Wortwitz und Talent für die Screwball-Komödie souverän in den Griff bekommt. Das ist am Ende weniger harmlos als es klingt, denn die Fettnäpfchen, zu denen Akkuş seine Protagonisten jongliert und in die sie dann öfters doch nicht treten, sind im Detail hochpolitisch. Augenzwinkernd versucht „Evet, ich will!“, die interkulturelle Alltagskompetenz seines Zielpublikums wach zu küssen. Ohne auch nur ein einziges Mal den politisch korrekten Zeigefinger zu heben, steht hier nicht nur das kleine Glück an erster Stelle, sondern auch das soziale Austarieren parallelgesellschaftlicher Erbmassen.“

## Trailer
Neben einem üblichen Trailer mit Filmausschnitten existiert auch eine Trailerfassung, in der Christoph Maria Herbst in seiner Rolle als Bernd Stromberg für den Film seines „Kollegen“ wirbt. Sinan Akkuş war in der Serie Stromberg als Sinan Turçulu zu sehen.